# Everson Camilo
Everson de Assis Camilo (Vacaria, 11 februari 1985) is een Braziliaans wielrenner.

## Carrière
In juni 2015 werd Camilo nationaal kampioen op de weg, voor Jeovane Oliveira en José Eriberto Rodrigues. In maart 2016 bleef hij Laureano Rosas en Matías Presa voor in de vijfde etappe van de Ronde van Uruguay. Een maand later werd hij tiende in het eindklassement van de Ronde van Rio Grande do Sul. Tijdens deze wedstrijd testte Camilo echter positief op het gebruik van fentermine, mefentermine en anabole steroïden. Hij werd door de UCI voor vier jaar geschorst en zijn uitslagen in de Braziliaanse rittenkoers werden geschrapt.
Na zijn dopingschoring werd Camilo in 2021 onder meer achtste op het nationale kampioenschap tijdrijden en vijfde in de wegwedstrijd.

## Overwinningen
2015
 Braziliaans kampioen op de weg, Elite
2016
5e etappe Ronde van Uruguay
2021
Eindklassement Giro d'Hernandarias